# Parmotrema xanthinum
Parmotrema xanthinum är en lavart som först beskrevs av Johannes Müller Argoviensis, och fick sitt nu gällande namn av Hale. Parmotrema xanthinum ingår i släktet Parmotrema,  och familjen Parmeliaceae.   Inga underarter finns listade.